# Enzo Balocchi
Enzo Balocchi (Siena, 20 novembre 1923 – Siena, 16 febbraio 2007) è stato un politico italiano.

## Biografia
Docente universitario, impegnato nella vita politica di Siena, dove è stato più volte presidente e consigliere di diversi enti pubblici e associazioni politiche e culturali.
Iscritto alla Democrazia Cristiana, fu eletto alla Camera dei deputati nel 1992 per la circoscrizione Siena-Arezzo-Grosseto.